# Macropygia
Macropygia is een geslacht van vogels uit de familie duiven (Columbidae). Het zijn vrij kleine duiven die vaak bruin en gestreept zijn met een lange staart, waardoor ze lijken op koekoeken. De soorten komen voor in een groot gebied van Noord-India tot in Australië. 

## Soorten
Het geslacht kent de volgende soorten:
- Macropygia amboinensis  – Tortelkoekoeksduif
- Macropygia cinnamomea  – Engganokoekoeksduif
- Macropygia doreya  – Sultanskoekoeksduif
- Macropygia emiliana  – Bruine koekoeksduif
- Macropygia macassariensis  – Floreszeekoekoeksduif
- Macropygia mackinlayi  – Mackinlays koekoeksduif
- Macropygia magna  – Timorkoekoeksduif
- Macropygia modiglianii  – Modigliani's koekoeksduif
- Macropygia nigrirostris  – Kleine gestreepte koekoeksduif
- Macropygia phasianella  – Australische koekoeksduif
- Macropygia ruficeps  – Kleine koekoeksduif
- Macropygia rufipennis  – Andamanenkoekoeksduif
- Macropygia tenuirostris  – Filipijnse koekoeksduif
- Macropygia timorlaoensis  – Tanimbarkoekoeksduif
- Macropygia unchall  – Gestreepte koekoeksduif